# Marius Marx
Marius Marx (* 1968 in Rendsburg) ist ein deutscher Schauspieler, Synchronsprecher und Musiker.

## Leben
Marx wurde in Rendsburg als zweites Kind des Kapellmeisters und Komponisten Hans-Joachim Marx und der Schauspielerin Erica Marx geboren. 
Er wuchs in Flensburg auf. Im Alter von sieben Jahren erhielt er seinen ersten Violinenunterricht. Nach dem Abitur in Flensburg absolvierte er seinen Wehrdienst im Kammerorchester des Heeresmusikkorps 2 in Kassel. Bereits während dieser Zeit nahm er den ersten Schauspielunterricht bei Hermann-Josef Geiger in Kiel und setzte von 1988 bis 1991 seine Ausbildung an der Elisabethbühne (Schauspielschule am Schauspielhaus Salzburg) in Salzburg fort. Es folgte der erste Stückvertrag am Theater Stralsund. Anschließend war er an mehreren Theatern in Deutschland engagiert, unter anderem am Schlosstheater Celle, den Städtischen Bühnen Regensburg, der Komödie Salzburg, der Württembergischen Landesbühne Esslingen, dem Landestheater Tübingen, dem Schauspiel Chemnitz (fest ab der Spielzeit 2008/09, später dann weiterhin als Gast), dem Theater Plauen-Zwickau sowie dem Theater Görlitz. 
Außerdem arbeitete er als Sprecher für Radio und Fernsehen in Features, Hörspielen und Dokumentationen, u. a. für den SWR, den NDR und den WDR sowie für private Studios und Firmen.
Ebenso ist er immer wieder als Musiker tätig. Er war Bühnenmusiker u. a. bei Musical-Produktionen, spielte in verschiedenen Salonmusikensembles und machte Kirchenmusik. Er war Gründer des Tango-Quintetts „tango rubio“, später „TANGO MUNDIAL“. Er ist Mitglied beim Gran Orquesta Carambolage (einem der größten trad. Tango-Ensembles Europas mit über 25 Mitgliedern), dem Octeto Carambolage sowie dem Collegium Instrumentale Chemnitz. 
Marx lebt in Chemnitz.

## Filmografie
- 1997: Gegen den Strom (TV-Film), Regie: Thorsten Näter
- 2002: Streit um Drei (TV-Serie)
- 2003: Per Nachnahme (Kurzfilm), Regie: Max Tsui
- 2011: Nachgehakt Spezial – 20 Jahre verschollen im All[5] (Kurzfilm)
- 2015: Ein kleiner Schubs (Kurzfilm)
- 2015: In aller Freundschaft: Alles auf Anfang (TV-Serie, eine Folge)
- 2016: Schloss Einstein (TV-Serie, mehrere Folgen)
- 2019: Freies Land (Kinofilm), Regie: Christian Alvart
- 2022: Encounters (Miniserie), Regie: Adrian Dure
- 2022: Sam – Ein Sachse (Miniserie) Regie: Soleen Yusef
- 2022: Die Gänseprinzessin, Regie: Frank Stoye